# Arenas (Espagne)
Pour les articles homonymes, voir Arenas.
Arenas est une commune de la province de Malaga dans la communauté autonome d'Andalousie en Espagne.

## Géographie
Elle se trouve située à 46 kilomètres de Malaga et à 577 km de Madrid.
Parmi les villages la composant, on trouve Daimalos.